# Liste der Gebietsänderungen in Brandenburg 2003
Die Liste der Gebietsänderungen im Land Brandenburg 2003 enthält wichtige Änderungen der Gemeindegebiete des Landes Brandenburg in der Zeit vom 1. Januar 2003 bis zum 31. Dezember 2003. Dazu zählen unter anderem Zusammenschlüsse und Trennungen von Gemeinden, Eingliederungen von Gemeinden in eine andere, Änderungen des Gemeindenamens und größere Umgliederungen von Teilen einer Gemeinde in eine andere.

## Legende
- Datum: juristisches Wirkungsdatum der Gebietsänderung
- Gemeinde vor der Änderung: Gemeinde vor der Gebietsänderung
- Maßnahme: Art der Änderung
- Gemeinde nach der Änderung: Gemeinde nach der Gebietsänderung
- Kreis: Kreis der Gemeinde nach der Gebietsänderung

Die Sortierung erfolgt chronologisch: Datum, kreisfreie Städte, Landkreise, aufnehmende oder neu gebildete Gemeinde. Heute noch bestehende Gemeinden sind farbig unterlegt.

## Liste
| Datum      | Gemeinde vor der Änderung | Maßnahme        | Gemeinde nach der Änderung | Landkreis             |
| ---------- | --- | --------------- | -------------------------- | --------------------- |
| 01.01.2003 | Neugrimnitz | Eingliederung   | Althüttendorf              | Barnim                |
| 01.01.2003 | Dannenwalde | Eingliederung   | Gransee                    | Oberhavel             |
| 31.03.2003 | Lobbese Marzahna | Eingliederung   | Treuenbrietzen             | Potsdam-Mittelmark    |
| 26.10.2003 | Gollwitz Wust | Eingliederung   | Brandenburg an der Havel   | –                     |
| 26.10.2003 | Gallinchen Groß Gaglow Kiekebusch | Eingliederung   | Cottbus                    | –                     |
| 26.10.2003 | Fahrland Golm Groß Glienicke Marquardt Neu Fahrland Satzkorn Uetz-Paaren | Eingliederung   | Potsdam                    | –                     |
| 26.10.2003 | Mehrow | Eingliederung   | Ahrensfelde                | Barnim                |
| 26.10.2003 | Ahrensfelde Blumberg Eiche Lindenberg | Zusammenschluss | Ahrensfelde-Blumberg       | Barnim                |
| 26.10.2003 | Schönow | Eingliederung   | Bernau bei Berlin          | Barnim                |
| 26.10.2003 | Danewitz | Eingliederung   | Biesenthal                 | Barnim                |
| 26.10.2003 | Schwanebeck Zepernick | Zusammenschluss | Panketal                   | Barnim                |
| 26.10.2003 | Finowfurt Groß Schönebeck | Zusammenschluss | Schorfheide                | Barnim                |
| 26.10.2003 | Basdorf Klosterfelde Lanke Prenden Schönerlinde Schönwalde Stolzenhagen Wandlitz Zerpenschleuse | Zusammenschluss | Wandlitz                   | Barnim                |
| 26.10.2003 | Hirschfelde Krummensee Schönfeld Seefeld Tiefensee Willmersdorf | Eingliederung   | Werneuchen                 | Barnim                |
| 26.10.2003 | Alt Zauche Wußwerk | Zusammenschluss | Alt Zauche-Wußwerk         | Dahme-Spreewald       |
| 26.10.2003 | Pätz | Eingliederung   | Bestensee                  | Dahme-Spreewald       |
| 26.10.2003 | Byhleguhre Byhlen | Zusammenschluss | Byhleguhre-Byhlen          | Dahme-Spreewald       |
| 26.10.2003 | Löpten | Eingliederung   | Groß Köris                 | Dahme-Spreewald       |
| 26.10.2003 | Briesen Freidorf Oderin | Eingliederung   | Halbe                      | Dahme-Spreewald       |
| 26.10.2003 | Bindow Blossin Dannenreich Friedersdorf Kolberg Prieros | Zusammenschluss | Heidesee                   | Dahme-Spreewald       |
| 26.10.2003 | Dolgenbrodt Gräbendorf Gussow Streganz Wolzig | Eingliederung   | Heidesee                   | Dahme-Spreewald       |
| 26.10.2003 | Leeskow Ullersdorf | Eingliederung   | Jamlitz                    | Dahme-Spreewald       |
| 26.10.2003 | Kablow Niederlehme Senzig Wernsdorf Zeesen Zernsdorf | Eingliederung   | Königs Wusterhausen        | Dahme-Spreewald       |
| 26.10.2003 | Doberburg | Eingliederung   | Lieberose                  | Dahme-Spreewald       |
| 26.10.2003 | Cahnsdorf Duben Görlsdorf Schlabendorf | Eingliederung   | Luckau                     | Dahme-Spreewald       |
| 26.10.2003 | Biebersdorf Glietz Groß Leuthen Klein Leine Leibchel Plattkow Schuhlen-Wiese Wittmannsdorf-Bückchen | Zusammenschluss | Märkische Heide            | Dahme-Spreewald       |
| 26.10.2003 | Alt-Schadow Dollgen Dürrenhofe Gröditsch Groß Leine Hohenbrück-Neu Schadow Krugau Kuschkow Pretschen | Eingliederung   | Märkische Heide            | Dahme-Spreewald       |
| 26.10.2003 | Brusendorf Gallun Motzen Ragow Schenkendorf, Telz Töpchin | Eingliederung   | Mittenwalde                | Dahme-Spreewald       |
| 26.10.2003 | Briesensee Caminchen | Eingliederung   | Neu Zauche                 | Dahme-Spreewald       |
| 26.10.2003 | Großziethen Kiekebusch Schönefeld Selchow Waltersdorf Waßmannsdorf | Zusammenschluss | Schönefeld                 | Dahme-Spreewald       |
| 26.10.2003 | Goyatz Jessern Lamsfeld-Groß Liebitz Mochow Ressen-Zaue Speichrow | Zusammenschluss | Schwielochsee              | Dahme-Spreewald       |
| 26.10.2003 | Butzen Laasow Sacrow-Waldow | Zusammenschluss | Spreewaldheide             | Dahme-Spreewald       |
| 26.10.2003 | Gahro | Eingliederung   | Crinitz                    | Elbe-Elster           |
| 26.10.2003 | Arenzhain Lugau Trebbus | Eingliederung   | Doberlug-Kirchhain         | Elbe-Elster           |
| 26.10.2003 | Haida Prösen Reichenhain Saathain Stolzenhain a.d.Röder Wainsdorf | Zusammenschluss | Röderland                  | Elbe-Elster           |
| 26.10.2003 | Breitenau Münchhausen | Eingliederung   | Sonnewalde                 | Elbe-Elster           |
| 26.10.2003 | Bredow Zeestow | Eingliederung   | Brieselang                 | Havelland             |
| 26.10.2003 | Seeburg | Eingliederung   | Dallgow-Döberitz           | Havelland             |
| 26.10.2003 | Brädikow Vietznitz Warsow | Zusammenschluss | Jahnberge                  | Havelland             |
| 26.10.2003 | Etzin Falkenrehde Tremmen Zachow | Eingliederung   | Ketzin                     | Havelland             |
| 26.10.2003 | Kotzen Kriele Landin | Zusammenschluss | Kotzen                     | Havelland             |
| 26.10.2003 | Bützer Großwudicke Jerchel Milow Möthlitz Vieritz Zollchow | Zusammenschluss | Milower Land               | Havelland             |
| 26.10.2003 | Nitzahn | Eingliederung   | Milower Land               | Havelland             |
| 26.10.2003 | Berge Bergerdamm Börnicke Groß Behnitz Kienberg Klein Behnitz Lietzow Markee Ribbeck Tietzow Wachow | Eingliederung   | Nauen                      | Havelland             |
| 26.10.2003 | Bamme Gräningen Liepe Mützlitz | Eingliederung   | Nennhausen                 | Havelland             |
| 26.10.2003 | Selbelang | Eingliederung   | Paulinenaue                | Havelland             |
| 26.10.2003 | Döberitz | Eingliederung   | Premnitz                   | Havelland             |
| 26.10.2003 | Grünefeld Paaren im Glien Pausin Perwenitz Schönwalde Wansdorf | Zusammenschluss | Schönwalde-Glien           | Havelland             |
| 26.10.2003 | Altglietzen Bralitz Hohenwutzen Neuenhagen Schiffmühle | Eingliederung   | Bad Freienwalde (Oder)     | Märkisch-Oderland     |
| 26.10.2003 | Alt Mahlisch Carzig Niederjesar | Zusammenschluss | Fichtenhöhe                | Märkisch-Oderland     |
| 26.10.2003 | Wölsickendorf-Wollenberg | Eingliederung   | Höhenland                  | Märkisch-Oderland     |
| 26.10.2003 | Dahlwitz-Hoppegarten Hönow Münchehofe | Zusammenschluss | Hoppegarten                | Märkisch-Oderland     |
| 26.10.2003 | Gieshof-Zelliner Loose Groß Neuendorf Kiehnwerder Kienitz Letschin Neubarnim Ortwig Sietzing | Zusammenschluss | Letschin                   | Märkisch-Oderland     |
| 26.10.2003 | Dolgelin Libbenichen Neu Mahlisch Sachsendorf | Zusammenschluss | Lindendorf                 | Märkisch-Oderland     |
| 26.10.2003 | Quappendorf | Eingliederung   | Neuhardenberg              | Märkisch-Oderland     |
| 26.10.2003 | Neuküstrinchen Neureetz Neurüdnitz | Zusammenschluss | Oderaue                    | Märkisch-Oderland     |
| 26.10.2003 | Altreetz Zäckericker Loose | Eingliederung   | Oderaue                    | Märkisch-Oderland     |
| 26.10.2003 | Werder Zinndorf | Eingliederung   | Rehfelde                   | Märkisch-Oderland     |
| 26.10.2003 | Hennickendorf Herzfelde Lichtenow | Eingliederung   | Rüdersdorf bei Berlin      | Märkisch-Oderland     |
| 26.10.2003 | Werbig | Eingliederung   | Seelow                     | Märkisch-Oderland     |
| 26.10.2003 | Diedersdorf Friedersdorf Marxdorf Worin | Zusammenschluss | Vierlinden                 | Märkisch-Oderland     |
| 26.10.2003 | Wriezener Höhe | Eingliederung   | Wriezen                    | Märkisch-Oderland     |
| 26.10.2003 | Altthymen Barsdorf Blumenow Bredereiche Himmelpfort Steinförde Tornow Zootzen | Eingliederung   | Fürstenberg/Havel          | Oberhavel             |
| 26.10.2003 | Stolpe | Eingliederung   | Hohen Neuendorf            | Oberhavel             |
| 26.10.2003 | Freienhagen Hammer Liebenthal Liebenwalde Neuholland | Eingliederung   | Liebenwalde                | Oberhavel             |
| 26.10.2003 | Kreuzbruch | Eingliederung   | Liebenwalde                | Oberhavel             |
| 26.10.2003 | Nassenheide | Eingliederung   | Löwenberger Land           | Oberhavel             |
| 26.10.2003 | Mühlenbeck Schildow Schönfließ Zühlsdorf | Zusammenschluss | Mühlenbecker Land          | Oberhavel             |
| 26.10.2003 | Friedrichsthal Germendorf Lehnitz Malz Schmachtenhagen Wensickendorf Zehlendorf | Eingliederung   | Oranienburg                | Oberhavel             |
| 26.10.2003 | Rönnebeck Schulzendorf | Eingliederung   | Sonnenberg                 | Oberhavel             |
| 26.10.2003 | Badingen Burgwall Kappe Klein-Mutz Krewelin Kurtschlag Marienthal Mildenberg Wesendorf Zabelsdorf | Eingliederung   | Zehdenick                  | Oberhavel             |
| 26.10.2003 | Bronkow Lipten Lug | Zusammenschluss | Bronkow                    | Oberspreewald-Lausitz |
| 26.10.2003 | Bolschwitz Groß Mehßow Kemmen Mlode Saßleben Werchow | Eingliederung   | Calau                      | Oberspreewald-Lausitz |
| 26.10.2003 | Bischdorf Boblitz Groß Beuchow Groß Klessow Groß Lübbenau Hindenberg Kittlitz Klein Radden Leipe Ragow | Eingliederung   | Lübbenau/Spreewald         | Oberspreewald-Lausitz |
| 26.10.2003 | Koßwig Laasow Missen Raddusch | Eingliederung   | Vetschau/Spreewald         | Oberspreewald-Lausitz |
| 26.10.2003 | Groß Muckrow | Eingliederung   | Friedland                  | Oder-Spree            |
| 26.10.2003 | Gosen Neu Zittau | Zusammenschluss | Gosen-Neu Zittau           | Oder-Spree            |
| 26.10.2003 | Hangelsberg Mönchwinkel Spreeau | Eingliederung   | Grünheide (Mark)           | Oder-Spree            |
| 26.10.2003 | Dammendorf Grunow | Zusammenschluss | Grunow-Dammendorf          | Oder-Spree            |
| 26.10.2003 | Sieversdorf | Eingliederung   | Jacobsdorf                 | Oder-Spree            |
| 26.10.2003 | Falkenberg | Eingliederung   | Madlitz-Wilmersdorf        | Oder-Spree            |
| 26.10.2003 | Ossendorf | Eingliederung   | Neuzelle                   | Oder-Spree            |
| 26.10.2003 | Alt Golm Glienicke | Eingliederung   | Rietz-Neuendorf            | Oder-Spree            |
| 26.10.2003 | Bremsdorf Fünfeichen Kieselwitz | Zusammenschluss | Schlaubetal                | Oder-Spree            |
| 26.10.2003 | Pohlitz Rießen Schernsdorf | Zusammenschluss | Siehdichum                 | Oder-Spree            |
| 26.10.2003 | Markgrafpieske | Eingliederung   | Spreenhagen                | Oder-Spree            |
| 26.10.2003 | Bugk Görsdorf b. Storkow Groß Eichholz Groß Schauen Kehrigk Kummersdorf Philadelphia Rieplos Selchow | Eingliederung   | Storkow (Mark)             | Oder-Spree            |
| 26.10.2003 | Stremmen | Eingliederung   | Tauche                     | Oder-Spree            |
| 26.10.2003 | Betzin Deutschhof Fehrbellin Hakenberg Karwesee Königshorst Manker Tarmow Wall | Zusammenschluss | Fehrbellin                 | Ostprignitz-Ruppin    |
| 26.10.2003 | Brunne Dechtow Langen Lentzke Linum Protzen Walchow Wustrau-Altfriesack | Eingliederung   | Fehrbellin                 | Ostprignitz-Ruppin    |
| 26.10.2003 | Blandikow Blesendorf Grabow bei Blumenthal Heiligengrabe Jabel Liebenthal Maulbeerwalde Papenbruch Rosenwinkel Wernikow Zaatzke                                                                                        | Zusammenschluss | Heiligengrabe              | Ostprignitz-Ruppin    |
| 26.10.2003 | Blumenthal | Eingliederung   | Heiligengrabe              | Ostprignitz-Ruppin    |
| 26.10.2003 | Drewen | Eingliederung   | Kyritz                     | Ostprignitz-Ruppin    |
| 26.10.2003 | Hindenberg Schönberg (Mark) | Eingliederung   | Lindow (Mark)              | Ostprignitz-Ruppin    |
| 26.10.2003 | Braunsberg Luhme Rheinsberg Schwanow Wallitz Zühlen | Zusammenschluss | Rheinsberg                 | Ostprignitz-Ruppin    |
| 26.10.2003 | Basdorf Dierberg Dorf-Zechlin Flecken Zechlin Großzerlang Heinrichsdorf Kagar Kleinzerlang Linow Zechlinerhütte Zechow                                                                                                 | Eingliederung   | Rheinsberg                 | Ostprignitz-Ruppin    |
| 26.10.2003 | Garz | Eingliederung   | Temnitztal                 | Ostprignitz-Ruppin    |
| 26.10.2003 | Berlinchen Christdorf Dossow Dranse Fretzdorf Freyenstein Gadow Goldbeck Groß Haßlow Herzsprung Königsberg Niemerlang Rossow Schweinrich Sewekow Wulfersdorf Zempow Zootzen                                            | Eingliederung   | Wittstock/Dosse            | Ostprignitz-Ruppin    |
| 26.10.2003 | Hagelberg Schwanebeck | Eingliederung   | Belzig                     | Potsdam-Mittelmark    |
| 26.10.2003 | Rottstock | Eingliederung   | Gräben                     | Potsdam-Mittelmark    |
| 26.10.2003 | Bochow Deetz Götz Groß Kreutz Jeserig Krielow Schenkenberg Schmergow | Zusammenschluss | Groß Kreutz/Emster         | Potsdam-Mittelmark    |
| 26.10.2003 | Trechwitz | Eingliederung   | Kloster Lehnin             | Potsdam-Mittelmark    |
| 26.10.2003 | Fresdorf Langerwisch Michendorf Stücken Wildenbruch Wilhelmshorst | Zusammenschluss | Michendorf                 | Potsdam-Mittelmark    |
| 26.10.2003 | Bergholz-Rehbrücke Fahlhorst Nudow Philippsthal Saarmund Tremsdorf | Zusammenschluss | Nuthetal                   | Potsdam-Mittelmark    |
| 26.10.2003 | Lühsdorf | Eingliederung   | Treuenbrietzen             | Potsdam-Mittelmark    |
| 26.10.2003 | Derwitz Töplitz | Eingliederung   | Werder (Havel)             | Potsdam-Mittelmark    |
| 26.10.2003 | Groß Breese | Eingliederung   | Breese                     | Prignitz              |
| 26.10.2003 | Boberow Nebelin | Eingliederung   | Karstädt                   | Prignitz              |
| 26.10.2003 | Eldenburg Mellen | Eingliederung   | Lenzen (Elbe)              | Prignitz              |
| 26.10.2003 | Besandten Wootz | Eingliederung   | Lenzerwische               | Prignitz              |
| 26.10.2003 | Reuthen | Eingliederung   | Felixsee                   | Spree-Neiße           |
| 26.10.2003 | Grötsch | Eingliederung   | Heinersbrück               | Spree-Neiße           |
| 26.10.2003 | Drewitz Grießen Jänschwalde | Zusammenschluss | Jänschwalde                | Spree-Neiße           |
| 26.10.2003 | Atterwasch Bärenklau Grabko Lutzketal Pinnow-Heideland | Zusammenschluss | Schenkendöbern             | Spree-Neiße           |
| 26.10.2003 | Gastrose-Kerkwitz | Eingliederung   | Schenkendöbern             | Spree-Neiße           |
| 26.10.2003 | Wolfshain | Eingliederung   | Tschernitz                 | Spree-Neiße           |
| 26.10.2003 | Proschim | Eingliederung   | Welzow                     | Spree-Neiße           |
| 26.10.2003 | Gadsdorf Saalow | Eingliederung   | Am Mellensee               | Teltow-Fläming        |
| 26.10.2003 | Blankenfelde Dahlewitz Groß Kienitz Mahlow | Zusammenschluss | Blankenfelde-Mahlow        | Teltow-Fläming        |
| 26.10.2003 | Jühnsdorf | Eingliederung   | Blankenfelde-Mahlow        | Teltow-Fläming        |
| 26.10.2003 | Niebendorf-Heinsdorf Schöna-Kolpien Wahlsdorf | Eingliederung   | Dahme/Mark                 | Teltow-Fläming        |
| 26.10.2003 | Groß Schulzendorf | Eingliederung   | Ludwigsfelde               | Teltow-Fläming        |
| 26.10.2003 | Herbersdorf | Eingliederung   | Niederer Fläming           | Teltow-Fläming        |
| 26.10.2003 | Groß Machnow | Eingliederung   | Rangsdorf                  | Teltow-Fläming        |
| 26.10.2003 | Lüdersdorf Schönhagen Thyrow | Eingliederung   | Trebbin                    | Teltow-Fläming        |
| 26.10.2003 | Glienick Kallinchen Nächst Neuendorf Nunsdorf Schöneiche Wünsdorf Zossen | Zusammenschluss | Zossen                     | Teltow-Fläming        |
| 26.10.2003 | Biesenbrow Bölkendorf Bruchhagen Crussow Frauenhagen Gellmersdorf Görlsdorf Greiffenberg Günterberg Herzsprung Kerkow Mürow Neukünkendorf Schmargendorf Schmiedeberg Steinhöfel Stolpe/Oder Welsow Wilmersdorf Wolletz | Eingliederung   | Angermünde                 | Uckermark             |
| 26.10.2003 | Biesendahlshof | Eingliederung   | Casekow                    | Uckermark             |
| 26.10.2003 | Groß Pinnow Hohenselchow | Zusammenschluss | Hohenselchow-Groß Pinnow   | Uckermark             |
| 26.10.2003 | Hohenfelde Vierraden | Eingliederung   | Schwedt/Oder               | Uckermark             |
| 26.10.2003 | Beutel Densow Gandenitz Gollin Groß Dölln Grunewald Hammelspring Herzfelde Klosterwalde Petznick Röddelin Storkow Vietmannsdorf                                                                                        | Eingliederung   | Templin                    | Uckermark             |
| 26.10.2003 | Schönow | Eingliederung   | Passow                     | Uckermark             |